# Catedral de Nuestra Señora de la Asunción (Manzini)
La Catedral de Nuestra Señora de la Asunción o bien Catedral de Manzini (en inglés:  Cathedral of Our Lady of Assumption) es el nombre que recibe un edificio religioso que pertenece a la Iglesia Católica y está situado en la localidad de Manzini, capital del distrito del mismo nombre, y la ciudad más poblada y un importante centro industrial y comercial en pleno centro del país africano de Suazilandia. 
Funciona además como la sede de la diócesis de Manzini (en latín: Dioecesis Manziniensis) que fue creada en 1951 por la bula Suprema Nobis del Papa Pío XII. Está incluida en la provincia eclesiástica de Johannesburgo en Sudáfrica, cuyos responsables son obispos de Manzini desde 1955.
Fue visitada por el Papa Juan Pablo II el 16 de septiembre de 1988 en su recorrido por África.